# Dicranota vanduzeei
Dicranota (Rhaphidolabis) vanduzeei là một loài ruồi trong họ Pediciidae. Chúng phân bố ở vùng sinh thái Nearctic.